# Lijst van Sim-spellen
Dit is een lijst van alle Sim-spellen met hun uitbreidingspakketten en accessoirepakketten. De meeste van deze spellen zijn ontwikkeld door Maxis of The Sims Studio en uitgegeven door Maxis (voor de overname door Electronic Arts in 1997) of Electronic Arts (na 1997). Noch Maxis, noch Electronic Arts hebben de rechten op het voorvoegsel "Sim", maar de meeste door Maxis ontwikkelde spellen bevatten het in de titel.
Wat dit artikel betreft, voldoet een Sim-spel aan de volgende criteria:
- Het is ontwikkeld door Maxis of The Sims Studio
- Het is uitgegeven door Maxis of Electronic Arts
- Het woord "Sim" of "Sims" staat in de titel
- Het is een simulatiespel

## SimCity
- SimCity
- SimCity 2000
- SimCity 64
- SimCity 3000
- SimCity 4
  - SimCity 4: Rush Hour
- SimCity DS
- SimCity Societies
  - SimCity Societies: Destinations
- SimCity DS 2
- SimCity Creator
- SimCity Social
- SimCity
  - SimCity: Steden van de Toekomst
- SimCity BuildIt

## Overige spellen
- SimEarth
- SimAnt
- SimLife
- SimFarm
- SimRefinery
- SimTower
- SimCopter
- Streets of SimCity
- SimHealth
- SimIsle
- SimTown
- SimPark
- SimGolf
- SimTunes
- SimSafari
- Sim Theme Park
- SimCoaster
- Sid Meier's SimGolf
- The Sims Carnival
- SimAnimals

## Geannuleerde spellen
- SimsVille
- SimMars